# 学堂桥
学堂桥为中国上海市苏州河上的一座人行桥，位于华东政法大学南北校区之间。这座桥是1934年荣德生为上海圣约翰大学捐赠5000美元修建，以方便师生往来于两个校区。当时其子荣毅仁正就读于该校历史系 。